# Nataly Chilet
Nataly Chilet Bustamante (Santiago del Cile, 31 maggio 1985) è una modella cilena.
Ha cominciato la sua carriera nei concorsi di bellezza nel 2005, partecipando a Miss Terra Cile 2005, la cui vittoria le permette di partecipare a Miss Terra 2005, a Manila. la Chilet riesce a classificarsi fra le prime otto finaliste e vince il titolo di Miss Photogenic.
In seguito, Nataly Chilet partecipa anche a Miss Continente Americano 2007 a giugno 2007, classificandosi nella top 6. Ad ottobre dello stesso anno compete in Beauty for a cause nella Repubblica Dominicana e nel 2008 a Fiesta de la fruta y de las flores, in Ecuador.
Sempre nel 2008, Nataly Chilet viene scelta per rappresentare il Cile a Miss Mondo 2008 a Johannesburg, dove però non riesce a classificarsi. Il concorso sarà poi vinto dalla russa Ksenia Sukhinova. Ad ottobre 2009 ha gareggiato in rappresentanza della propria nazione al concorso Reina Hispanoamericana 2009 in Bolivia, dove ha vinto il titolo di Beautiful Face Yanbal 2009.